# Credito Industriale Sammarinese

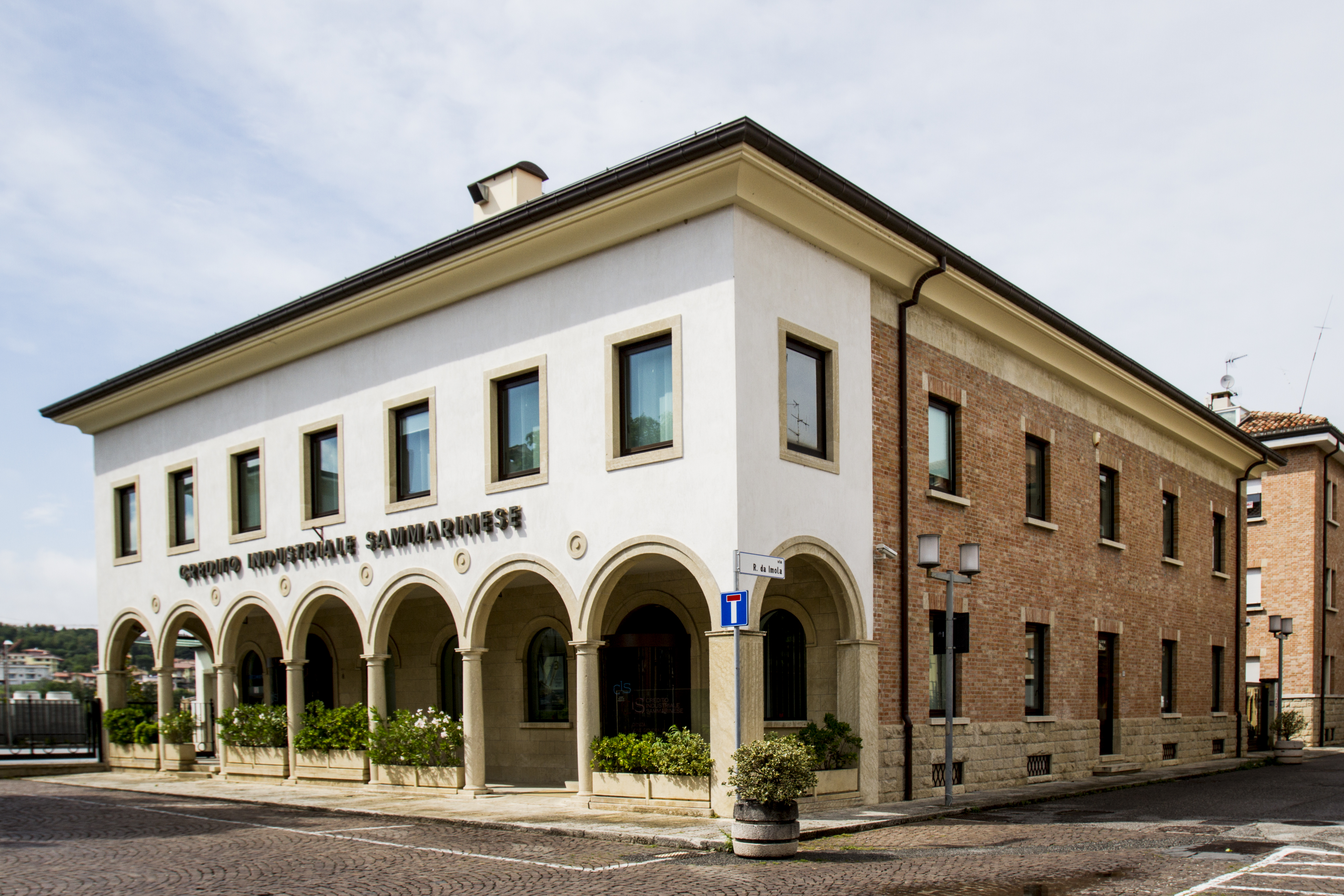
Sede centrale e Direzione generale della banca

Il Credito Industriale Sammarinese, dal 2012 Banca CIS S.p.A. e dal luglio 2019 Banca Nazionale Sammarinese, è una delle quattro banche storiche della Repubblica di San Marino, attiva sin dal 1980.
Nata dall’unione di Banca Partner con Credito Industriale Sammarinese, Banca CIS è finita nel gennaio 2019 in amministrazione straordinaria e salvata il 22 luglio 2019 prendendo il nuovo nome di Banca Nazionale Sammarinese (BNS) e diventando interamente di proprietà della Banca Centrale della Repubblica di San Marino.

## Storia
Il 21 gennaio 2005 è stata ceduta la quota del 100% delle azioni Cis da parte di Banca Antonveneta alla Banca CARIM (Cassa di Risparmio di Rimini).
Nel febbraio 2012 CARIM, finita in amministrazione controllata, è costretta a cedere per 40 milioni CIS a Banca Partner di San Marino.. Banca Partner, nata nel 2002 come banca d'affari e controllata dall'immobiliarista Marino Grandoni, si fonde con Cis, istituto retail, dando vita alla nuova Banca CIS il 3 luglio 2012. Si tratta del quarto gruppo finanziario di San Marino..
Nel settembre 2013 Banca CIS acquisisce in blocco attivi e passivi di Euro Commercial Bank, posta in liquidazione coatta amministrativa..
Dopo aver chiuso il 2016 con una perdita di 2 milioni e crediti dubbi netti pari a 108 milioni di euro, nel settembre 2017 viene sottoscritto l'accordo per la cessione dell'istituto di credito all'imprenditore saudita Mohammed Alì Ismail Turki nell'ambito di un maxi-progetto di investimenti in vari settori, dagli alberghi all'aeroporto, dalla progettazione e costruzione di impianti nel settore del trattamento delle acque alla finanza.
In dicembre il Congresso di Stato concede la residenza elettiva all'imprenditore saudita, nel gennaio 2018 arriva l'ok alla cessione da parte della Banca Centrale. Ma l'accordo non viene perfezionato finendo in esposti legali, scambi di accuse da entrambe le parti e inchiesta della magistratura sui vertici della banca.
Dal 21 gennaio 2019 la banca è in amministrazione straordinaria con la nomina di Sido Bonfatti come commissario. Due giorni dopo, Banca Centrale dispone il blocco dei pagamenti in vigore sino al 22 luglio 2019 quando cessa l'amministrazione straordinaria, la banca è salvata diventando interamente di proprietà della Banca Centrale, cambia nome in Banca Nazionale Sammarinese mentre i depositi sino a 100.000 euro sono trasferiti ad altri tre istituti di credito sammarinesi (Banca Agricola Commerciale, Banca di San Marino, Banca Sammarinese di Investimento); l'importo eccedente sarà convertito in obbligazioni della nuova banca, rimborsabili a scadenza variabile.

## Commissione d'inchiesta
L'8 gennaio 2020 è stata istituita, in seno al Consiglio Grande e Generale, una Commissione Speciale di Inchiesta deputata a fare luce su possibili responsabilità politiche o amministrative relative alla crisi che ha coinvolto il CIS e le altre banche sammarinesi. La commissione è composta da 12 parlamentari, divisi in maniera paritaria tra maggioranza e opposizione. Il 20 ottobre 2020 la commissione ha concluso la prima parte del proprio lavoro, relativo a banca CIS, con la redazione di un rapporto finale che è stato sottoscritto e votato all'unanimità da tutti i suoi componenti. Dalla relazione emergono importanti responsabilità a carico di numerosi politici, magistrati e alti dirigenti della Banca Centrale, alcune delle quali risultano attualmente oggetto di indagini giudiziarie.

### L'ispezione in Banca Partner del 2010
Con la crisi economica del 2007 inizia un periodo di grande difficoltà per le banche sammarinesi, in quanto, il deterioramento delle relazioni con l'Italia e lo scudo fiscale stanno progressivamente minando le fondamenta dell'economia sammarinese: il segreto bancario, l'anonimato societario e la depenalizzazione dei reati fiscali. In questo contesto, la dirigenza di banca centrale è fortemente impegnata in un percorso di trasparenza per allineare la repubblica agli standards internazionali, tuttavia, incontra una forte resistenza da parte delle banche, spesso aventi relazioni importanti con il mondo politico. Numerose testimonianze confermano la vicinanza di alcuni consiglieri all'ing. Marino Grandoni, proprietario prima di Banca Partner e poi del CIS, in particolare Nadia Ottaviani e Fabio Berardi, a cui Banca Partner concede un finanziamento di cui non verrà richiesta la restituzione fino al crack nel 2018. Le elezioni del 2008 vedono la vittoria della coalizione a guida PDCS, tuttavia, la tenuta della maggioranza è garantita da accordo segreto tra il leader della democrazia cristiana, Gabriele Gatti, e i consiglieri vicini a Grandoni (tra cui Nadia Ottaviani e Fabio Berardi). Questo accordo prevede l'impegno del neonato governo ad allontanare il dott. Stefano Caringi, capo della vigilanza di Banca Centrale.
Nel 2009, in seguito a ingenti perdite su operazioni in derivati e affidamenti milionari a clienti non meritevoli, Banca Partner entra in crisi di liquidità e chiede aiuto a Banca Centrale, la quale in ottemperanza ai regolamenti interni avvia una prima ispezione il 21 gennaio 2010. Le risultanze sono allarmanti: le perdite sui prodotti finanziari derivati e sui crediti incagliati hanno pressoché azzerato il capitale sociale della banca, inoltre, si evidenziano gravi irregolarità nella gestione dell'istituto e nell'erogazione del credito. Tra le numerose pratiche anomale rilevate in Banca Partner, che poi continueranno ad essere messe in atto anche nel CIS, emerge che gli strumenti finanziari di proprietà dei clienti vengono messi a garanzia presso istituti finanziari esteri per ottenere liquidità utile alla banca. Questa pratica, in seguito all'insolvenza della banca, determinerà la perdita di titoli di proprietà del Fondo Pensioni ISS per un valore pari a 42 milioni di euro.
Nel corso dell'ispezione la vigilanza di Banca Centrale inizia a subire pressioni da parte del Segretario alle finanze Gabriele Gatti affinché l'ispezione si fermi o venga ammorbidita nelle sue conclusioni. A sua volta, il segretario Gatti sta subendo pressioni da parte dei consiglieri vicini a Grandoni, in particolare Fabio Berardi che è anche membro del Comitato per il Credito ed il Risparmio (CCR), i quali minacciano di far cadere il governo se il capo della vigilanza Caringi non fosse stato allontanato. Nonostante l'avvertimento, da parte di Banca d'Italia, che questo avrebbe gravemente compromesso le relazioni tra i due paesi, il 2 febbraio 2010 il CCR, con voto unanime, revoca il gradimento al dott. Caringi con l'accusa di aver infangato il buone nome della repubblica. In segno di solidarietà nei suoi confronti, si dimettono anche il direttore generale e il presidente di Banca Centrale, rispettivamente Luca Papi e Biagio Bossone. Nella lettera di dimissioni, inviata anche alla Reggenza e al Consiglio, denunciano le pressioni poste in essere dal Segretario di Stato Gabriele Gatti, in un'occasione alla presenza del Segretario Antonella Mularoni. Ne segue un infuocato dibattito parlamentare, tuttavia la maggioranza non ritiene utile approfondire la questione.
In seguito alle dimissioni di Papi e Bossone nel 2010, viene nominato presidente di BCSM il dott. Ezio Paolo Reggia, inoltre, il coordinamento di vigilanza viene rinnovato con figure provenienti da Banca d'Italia (Giannini, Ielpo e Vivoli). L'ispezione in Banca Partner si conclude a novembre 2011 e ne deriva un esposto che viene inviato alla magistratura l'8 marzo del 2012. Ne scaturisce il procedimento penale 938/2011, affidato al magistrato inquirente Morsiani, che ne dispone l'archiviazione il 26 gennaio 2015, nonostante le gravi irregolarità evidenziate.

### L'acquisizione del Credito Industriale e di Euro Commercial Bank
Nel 2012 Banca d'Italia obbliga la Cassa di Risparmio di Rimini a vendere la propria partecipazione azionaria nel Credito Industriale, che verrà acquistato da Banca Partner per 40 milioni di euro. In seguito all'acquisizione nasce Banca CIS S.p.A., con Direttore Generale Daniele Guidi, precedente direttore di Banca Partner, da cui la neonata banca acquisirà anche tutte le problematiche amministrative emerse nell'ispezione del 2010 e mai realmente risolte.
L'anno successivo, nel 2013, Banca CIS acquisisce in blocco le attività e passività di Euro Commercial Bank (ECB), un istituto bancario di modeste dimensioni in difficoltà a causa della crisi. Come contropartita, affinché l'acquisizione non determini un aggravio delle condizioni economiche della banca, il governo concede credito d'imposta al Credito Industriale a copertura delle perdite che dovesse subire dall'operazione. Tuttavia, mentre in altre occasioni analoghe (Banca Commerciale e Credito Sammarinese nel 2011) il credito d'imposta era stato concesso con un tetto massimo, nel caso del CIS non è stato previsto alcun limite, per cui il valore effettivo è lievitato nel corso degli anni fino ad arrivare a 74 milioni di euro nel 2017. Se da un lato questo credito d'imposta non si è mai tradotto in un mancato introito per lo stato, visto che banca CIS non ha mai riportato utili da poter detassare negli anni successivi, dall'altro ha fortemente aggravato la situazione di liquidità della banca. Infatti, l'assenza di un tetto massimo ha fatto sì che si innescasse un meccanismo anomalo per cui, dal punto di vista contabile, Banca CIS era totalmente indifferente riguardo al recupero dei crediti acquisiti da ECB, in quanto ogni perdita su tali crediti sarebbe stata compensata dalla posta attiva data dal credito d'imposta. Tuttavia, la mancata riscossione dei crediti non fa altro che aggravare la già precaria carenza di liquidità della banca, sostituita da credito d'imposta totalmente illiquido. 

### L'ispezione in Banca CIS del 2015-2016
Nella primavera 2015 Banca Centrale (BCSM) programma alcune ispezioni nelle banche sammarinesi, tra cui Banca CIS. Contemporaneamente, il Commissarrio della Legge Alberto Buriani avvia un procedimento penale nei confronti di due membri della vigilanza, Vivoli e Giannini, con l'accusa di omessa segnalazione di operazioni sospette. Il 3 giugno 2015 i due ricevono la comunicazione giudiziaria e sono estromessi dalla vigilanza. Il processo si conclude con la condanna di primo grado nel 2016 e l'assoluzione con formula piena in secondo grado nel 2018. L'8 giugno 2015 il dott. Renato Clarizia si dimette dall'incarico di Presidente di BCSM. 
L'ispezione in Banca CIS parte nel novembre 2015 per terminare a marzo 2016 ed è guidata dal dott. Pappalardo. Secondi gli ispettori, i crediti dubbi ammontano al 68% degli impieghi e sono previste svalutazioni sui crediti per almeno 105 milioni di euro, rispetto alle quali il patrimonio di vigilanza della banca risulta assolutamente insufficiente. Inoltre, vengono rilevate carenze nei controlli interni e gravi irregolarità nella concessione del credito, dimostrando che le condotte messe in atto dalla dirigenza di Banca CIS non siano affatto cambiate rispetto a quanto precedentemente rilevato in Banca Partner.
Il 21 gennaio 2016 Wafik Grais viene nominato Presidente di Banca Centrale ed egli stesso sceglie il dott. Lorenzo Savorelli come Direttore Generale, con nomina in data 16 marzo 2016.  Contemporaneamente, si conclude l'ispezione in Banca CIS con l'approvazione del relativo rapporto ispettivo il 5 maggio 2016 e la sua consegna ai vertici della banca il giorno successivo. In questa occasione, il comportamento del neoeletto Diretto Savorelli appare fortemente anomalo: dapprima egli cerca di bloccare la consegna del verbale, cosa impossibile visto che lo stesso è già stato approvato, poi durante la presentazione del rapporto prende le difese di Banca CIS, attaccando i suoi stessi ispettori di fronte alla dirigenza della banca. Al termine della riunione, Savorelli pretende che la lettera di accompagnamento al verbale venga scritta con la partecipazione degli esponenti di Banca CIS, ammorbidendo i contenuti della stessa e delegittimando le risultanze del verbale ispettivo. La vicenda si conclude con la deliberazione del Coordinamento di Vigilanza del 12 maggio 2016, presieduto da Savorelli, in cui si decide di non attuare alcun provvedimento sanzionatorio nei confronti di una banca che da numerosi anni continuava a gonfiare esposizioni prive di garanzia ed a commettere numerose e gravi irregolarità, sconfessando il lavoro dei propri ispettori.

### La dirigenza Savorelli
Con l'ingresso di Grais e Savorelli parte una vera e propria epurazione all'interno della vigilanza di Banca Centrale: tutta la prima linea responsabile del servizio di vigilanza (Vivoli, Battistini, Mazza, Pappalardo) viene progressivamente eliminata nei mesi successivi. Il progetto della Centrale Rischi, fortemente caldeggiato da Banca d'Italia, viene sospeso e sostituito da quello dell'Asset Quality Review. Nell'autunno del 2016 si tengono le elezioni politiche ed il 28 dicembre 2016 si insedia il governo Adesso.sm. Pochi mesi dopo, a marzo 2017, Banca Centrale dispone l'amministrazione straordinaria per Asset Banca, ma non adotta il blocco dei pagamenti, portando alla fuoriuscita di oltre 600 milioni di euro dalla banca, che verrà successivamente posta in liquidazione. A tal proposito, emerge una mail inviata da Savorelli a Grais in cui egli scrive di dover porre in liquidazione la banca per evitare possibili azioni legali contro di loro come individui, vista la probabile illegittimità del provvedimento di amministrazione straordinaria.
Il clima di caos e instabilità finanziaria determinato in gran parte proprio dalle azioni di Savorelli, porta egli stesso a manifestare al governo ed a richiedere al Consiglio Direttivo di BCSM la concessione di ampi poteri per sopperire a eventuali crisi di liquidità. Il Comitato per il Credito ed il Risparmio (CCR), allarmato da una situazione oggettivamente critica e condividendo la necessità di reperire liquidità per il sistema finanziario, non ha nulla da obiettare al riguardo. Il 10 luglio 2017 il governo emana tre decreti contenenti "Misure urgenti a sostegno del sistema bancario", tra cui il decreto numero 79 che prevede l'accentramento dei fondi previdenziali in Banca Centrale. Il 20 luglio 2017 il direttore Savorelli ordina l'acquisto di titoli Demeter custoditi in Banca CIS per 43 milioni di euro, generando una plusvalenza di 8 milioni di euro per i detentori dei titoli. Questa operazione avviene in totale spregio ai regolamenti interni della banca, trattandosi questi di titoli illiquidi, complessi e privi di rating, inoltre, Banca Centrale non risulta autorizzata ad intermediare strumenti finanziari con Banca CIS per tali importi. Per coprire l'operazione anomala, i titoli vengono contestualmente impegnati in un contratto di pronti contro termine con Banca CIS. In data 27 luglio 2017 il direttore Savorelli ordina il trasferimento a Banca CIS di titoli liquidi per un valore di 64 milioni di euro, senza la stipula di alcun contratto, ma "facendo seguito ad accordi intercorsi per le vie brevi". La commissione d'inchiesta deduce che questi titoli sarebbero serviti al CIS come collaterale per ottenere finanziamenti con cui poter lanciare una scalata su Cassa di Risparmio, la quale erava gravata da un bilancio d'esercizio che riportava perdite per oltre 500 milioni di euro e quindi necessitava di una urgente ricapitalizzazione, tuttavia, l'operazione non si è conclusa.. 
Il 30 agosto 2017, alla luce dell'incapacità di reperire liquidità per il sistema finanziario, della gestione disastrosa della crisi di Asset Banca e dell'atteggiamento sprezzante nei confronti delle istituzioni, il CCR revoca il gradimento al dott. Savorelli, che nello stesso giorno viene licenziato dal Consiglio Direttivo di Banca Centrale. Solo successivamente il CCR verrà a conoscenza del fatto che nel mese di luglio oltre 100 milioni di euro di liquidità erano stati trasferiti dai conti di BCSM a Banca CIS, tra la compravendita dei titoli Demeter e il trasferimento dei titoli.

## Filiali
- Sede centrale e Direzione Generale - Piazza G. Bertoldi 8 - Serravalle